# .et
.et је највиши Интернет домен државних кодова (ccTLD) за Етиопију.